# Einstein Telescope
 (décembre 2021).
Si vous disposez d'ouvrages ou d'articles de référence ou si vous connaissez des sites web de qualité traitant du thème abordé ici, merci de compléter l'article en donnant les références utiles à sa vérifiabilité et en les liant à la section « Notes et références ».
 (juillet 2021).
La mise en forme du texte ne suit pas les recommandations de Wikipédia : il faut le « wikifier ».
Les points d'amélioration suivants sont les cas les plus fréquents :
- Les titres sont pré-formatés par le logiciel. Ils ne sont ni en capitales, ni en gras.
- Le texte ne doit pas être écrit en capitales (les noms de famille non plus), ni en gras, ni en italique, ni en « petit »…
- Le gras n'est utilisé que pour surligner le titre de l'article dans l'introduction, une seule fois.
- L'italique est rarement utilisé : mots en langue étrangère, titres d'œuvres, noms de bateaux, etc.
- Les citations ne sont pas en italique mais en corps de texte normal. Elles sont entourées par des guillemets français : « et ».
- Les listes à puces sont à éviter, des paragraphes rédigés étant largement préférés. Les tableaux sont à réserver à la présentation de données structurées (résultats, etc.).
- Les appels de note de bas de page (petits chiffres en exposant, introduits par l'outil «  Source ») sont à placer entre la fin de phrase et le point final[comme ça].
- Les liens internes (vers d'autres articles de Wikipédia) sont à choisir avec parcimonie. Créez des liens vers des articles approfondissant le sujet. Les termes génériques sans rapport avec le sujet sont à éviter, ainsi que les répétitions de liens vers un même terme.
- Les liens externes sont à placer uniquement dans une section « Liens externes », à la fin de l'article. Ces liens sont à choisir avec parcimonie suivant les règles définies. Si un lien sert de source à l'article, son insertion dans le texte est à faire par les notes de bas de page.
- La présentation des références doit suivre les conventions bibliographiques. Il est recommandé d'utiliser les modèles {{Ouvrage}}, {{Chapitre}}, {{Article}}, {{Lien web}} et/ou {{Bibliographie}}. Le mode d'édition visuel peut mettre en forme automatiquement les références.
- Insérer une infobox (cadre d'informations à droite) n'est pas obligatoire pour parachever la mise en page.

Pour une aide détaillée, merci de consulter Aide:Wikification.
Si vous pensez que ces points ont été résolus, vous pouvez retirer ce bandeau et améliorer la mise en forme d'un autre article.
Einstein Telescope (ET), ou Einstein Observatory, est un projet de détecteur d'ondes gravitationnelles terrestre de troisième génération, actuellement à l'étude par certaines institutions de l'Union européenne[évasif]. Il sera en mesure de tester la théorie de la relativité générale dans le régime de champ fort et d'ouvrir la voie à l'astronomie des ondes gravitationnelles de précision.
L'Einstein Telescope est un projet d'étude de conception soutenu par la Commission européenne dans le cadre du septième programme-cadre. Il concerne l'étude et la conception d'une nouvelle infrastructure de recherche dans le domaine émergent de l'astronomie des ondes gravitationnelles.

## Motivation
L'évolution des détecteurs d'ondes gravitationnelles de deuxième génération Virgo et LIGO est bien définie. Actuellement, ils ont été mis à niveau jusqu'à leur niveau dit "amélioré" et ils devraient atteindre leur sensibilité théorique de conception dans les prochaines années. LIGO a détecté des ondes gravitationnelles dès 2015 (GW150914) et Virgo l'a rejoint avec la détection de la première onde gravitationnelle observée par trois détecteurs GW170814 et peu de temps après avec la première détection d'une fusion d'étoiles à neutrons binaires GW170817. Néanmoins, la sensibilité nécessaire pour tester la théorie de la relativité d'Einstein dans le régime de champ fort ou pour réaliser une astronomie d'ondes gravitationnelles de précision, principalement de corps stellaires massifs ou de systèmes stellaires binaires hautement asymétriques (en masse), va au-delà des performances attendues des détecteurs avancés et de leurs améliorations ultérieures. Par exemple, les limitations fondamentales à basse fréquence de la sensibilité des détecteurs de deuxième génération sont données par le bruit sismique, le bruit de gradient de gravité causé par les objets en mouvement à proximité (dit « bruit newtonien ») et le bruit thermique du dernier étage de suspension et des masses d'essai.
Pour contourner ces limitations, de nouvelles infrastructures sont nécessaires : un site souterrain pour le détecteur afin de limiter l'effet du bruit sismique et des installations cryogéniques pour refroidir les miroirs afin de réduire directement la vibration thermique des masses d'essai. 

## Groupes de travail techniques
À travers ses quatre groupes de travail techniques, le projet Einstein Telescope (ET-FP7[Quoi ?]) aborde les questions fondamentales de la réalisation de cet observatoire : emplacement et caractéristiques du site (WP1), conception et technologies de suspension (WP2), topologie et géométrie du détecteur (WP3), besoins en capacités de détection et potentialités astrophysiques (WP4).

### Participants
Einstein Telescope a été proposé par huit principaux instituts européens de recherche expérimentale sur les ondes gravitationnelles, coordonnés par l'Observatoire européen de la gravitation :
- l'Observatoire Gravitationnel Européen ;
- l'Institut national de physique nucléaire ;
- la Société Max-Planck pour le développement des sciences, via l'Institut Max-Planck de physique gravitationnelle ;
- le Centre national de la recherche scientifique ;
- l'université de Birmingham ;
- l'université de Glasgow ;
- le Nikhef ;
- l'université de Cardiff.

## Conception
Bien qu'encore au début de la phase d'étude de conception, le projet est établi dans ses grandes lignes. Comme KAGRA, il sera situé sous terre pour réduire le bruit sismique et le bruit de gradient de gravité causé par les objets en mouvement à proximité.
Les bras auront 10 km de long (contre 4 km pour LIGO et 3 km pour Virgo et KAGRA) et, comme LISA, les trois bras formeront un triangle équilatéral, équipés de deux détecteurs à chaque angle.
Afin de mesurer la polarisation des ondes gravitationnelles entrantes et d'éviter d'avoir une orientation à laquelle le télescope est insensible, un minimum de deux détecteurs est nécessaire. Alors que cela pourrait être fait avec deux interféromètres à 90° à 45° l'un de l'autre, la forme triangulaire permet de partager les bras. L'angle du bras de 60° réduit la sensibilité de chaque interféromètre, mais cela est compensé par le troisième détecteur, et la redondance supplémentaire fournit une vérification croisée.
Chacun des trois détecteurs serait composé de deux interféromètres, l'un optimisé pour un fonctionnement en dessous de 30 Hz et un optimisé pour un fonctionnement à des fréquences plus élevées.
Les interféromètres basse fréquence (1 à 25 Hz) utiliseront des optiques refroidies à 10 K et un faisceau d'une puissance d'environ 18 kW dans chaque cavité de bras. Les hautes fréquences (10 Hz à 10 kHz) utiliseront une optique à température ambiante et une puissance de faisceau recirculée[Quoi ?] beaucoup plus élevée atteignant 3 MW.

## Prototype
Le projet est actuellement dans une phase préparatoire financée par la Commission européenne qui doit durer de 2022 à 2025. 
Un prototype, ou installation d'essai, appelé ET Pathfinder, est en cours de construction à l'Université de Maastricht aux Pays-Bas. 
Courant 2025, le site final n'est pas encore choisi parmi les deux proposés. La première proposition est présentée conjointement par les Pays-Bas, la Belgique et l'Allemagne, proche de la ville de Maastricht, et s'appuie sur l'eurorégion Meuse-Rhin. La seconde proposition, italienne, vise à recycler l’ancienne mine de Sos Enattos, située sur la commune de Lula en Sardaigne. Pour chaque site, une étude rigoureuse doit définir les caractéristiques : stabilité sismique, propriétés mécaniques des roches, hydrologie du sous-sol, etc.